# De uil van Sidoneia
De uil van Sidoneia is een kort verhaal uit de reeks van Suske en Wiske. Het is geschreven door Peter Van Gucht en getekend door hem en Thijs Wessels. Het kwam uit op 14 april 2024.

## Personages
- Suske, Wiske, Lambik Jerom, professor Barabas, Pallas Athena (godin van vrede en oorlog), de uil der wijzen, Hermes (god van de reizigers en dieven), Kloptoroppos, Oudubakkus, de Tzatziki's[1] en de Moussaka's[2], verkopers, bezoekers rommelmarkt, Adrastheia (priesteres in de tempel van Athena), orakel, Herakles, verkoper

## Locaties
- Het Oude Griekenland, tempel van Pallas Athena, pop-up tempel van Sidoneia, Olympus, het huis van tante Sidonia, huis en laboratorium van professor Barabas, rommelmarkt in Zonnedorp,

## Uitvindingen
- De teletijdmachine, teledresser en tijdsarmbanden

## Verhaal
Er dreigt een burgeroorlog tussen de Tzatziki's en de Moussaka's en de uil der wijzen wordt gevangen genomen door de halfbroer van Pallas. De uil wil hun vader, Zeus, waarschuwen, maar wordt dan door het hoofd van Medusa aangekeken. Het dier verandert in steen en om niet ontdekt te worden, gooit de halfbroer van Pallas de steen in de bron van de tijd.
Tante Sidonia wordt moe van al het nieuws over oorlogen en Lambik en Jerom willen spullen verkopen op de rommelmarkt. Suske en Wiske zoeken op zolder naar spullen om te verkopen en vinden de attributen van hun avontuur De dolle musketiers. Tante Sidonia wil alle oorlogen stoppen. De vrienden bezoeken de rommelmarkt samen en tante Sidonia ziet een leuk beeldje van een uil en koopt deze. Die nacht droomt ze dat het beeldje naar Athena gebracht moet worden en ze denkt dat het beeldje veren verliest.
Suske en Wiske vertellen Lambik wat er aan de hand is en hij komt langs met een masker uit De klankentapper. Ze brengen het beeldje naar professor Barabas en hij scant het, waarna duidelijk is dat het uit een gouden eeuw vol vrede komt. Later brak er oorlog uit in het land en tante Sidonia weet nu zeker dat het uiltje teruggebracht moet worden. Ze gaat stiekem met het uiltje naar het Oude Griekenland en ontmoet een priesteres.
Inmiddels hebben de vrienden ontdekt dat tante Sidonia zichzelf heeft weggeflitst en ze halen Jerom erbij. Ze volgen tante Sidonia met tijdsarmbanden en dragen kostuums uit een ouder avontuur. Ze vinden tante Sidonia die met het uiltje en de priesteres een pop-up tempel heeft gemaakt. Ze worden naar een orakel gestuurd, maar Suske en Wiske blijven als blauwhelmen bij hun tante ter bescherming. Het orakel vertelt dat Pallas Athena gevonden kan worden door degene die de twaalf werken van Eurystheus heeft uitgevoerd.
Lambik en Jerom gaan op zoek naar Herakles en hij vertelt dat Athena naar Olympus is gegaan. Dan komt Hermes naar de tempel van Sidoneia en hij heeft spijt dat hij de uil heeft versteend. Pallas Athena komt naar de tempel van Sidoneia en de uil vertelt wat er is gebeurt. Tante Sidonia wordt bedankt voor haar hulp en de leiders van de Tzatziki's en Moussaka's worden naar de tempel gehaald. Jerom neemt stiekem nog wat spullen mee die op de rommelmarkt kunnen worden verkocht.